# Backentaschenvorfall

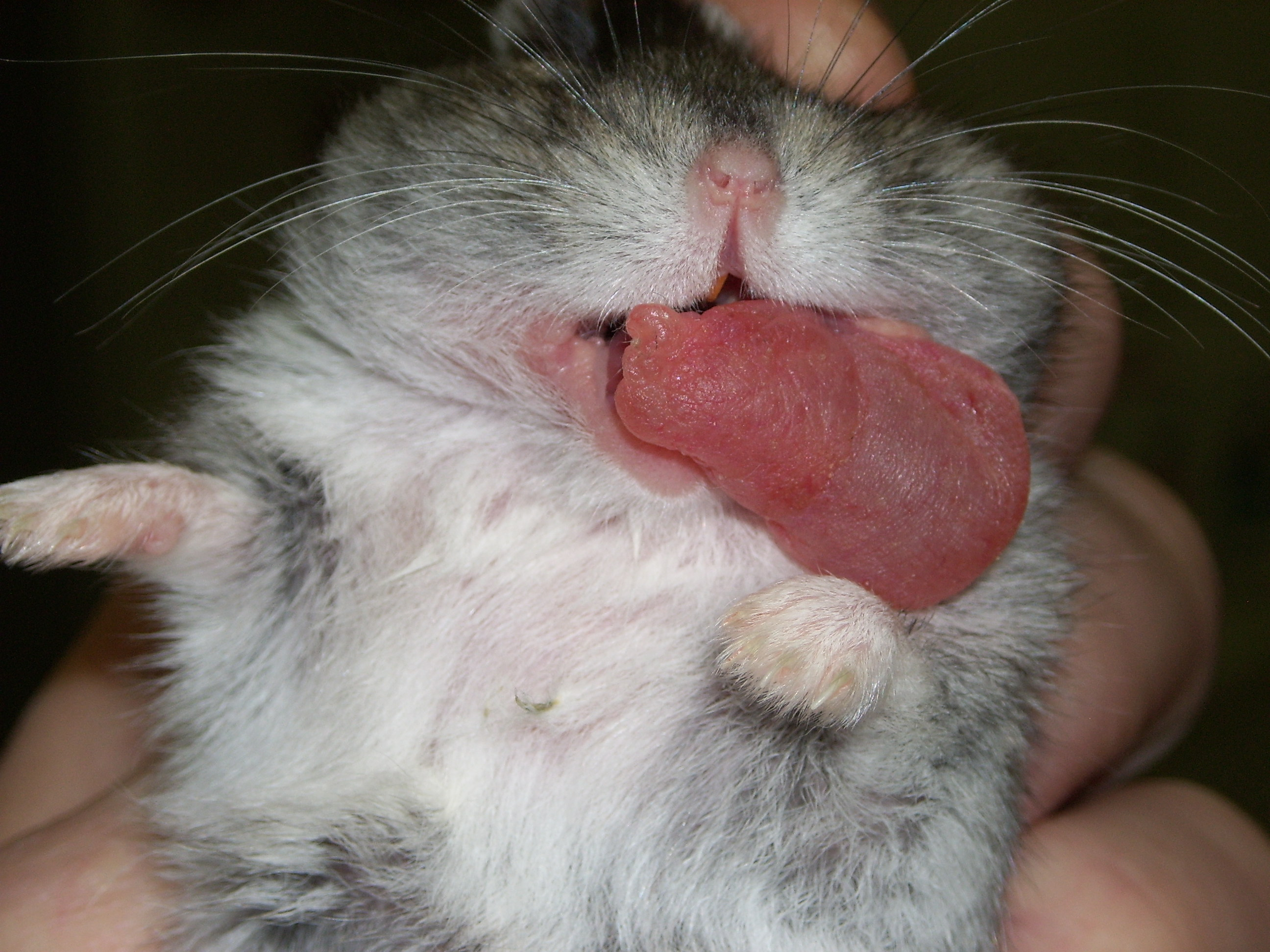
Linksseitiger Backentaschenvorfall

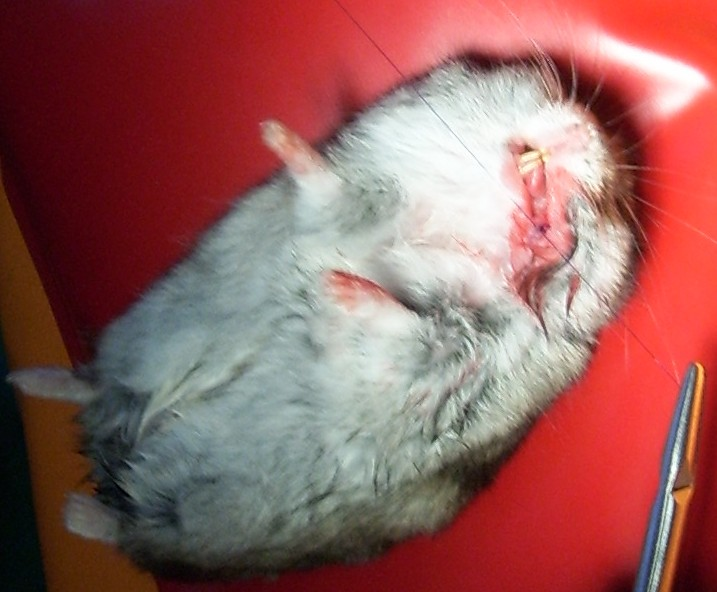
Resektion der Backentasche

Der Backentaschenvorfall ist eine krankhafte Vorstülpung der Backentasche bei Hamstern. Ursache ist meist klebriges Futter, das die Backentasche verstopft. Das Tier versucht daraufhin, die Backentasche mit den Vorderpfoten auszumassieren, wodurch es zum Vorfall kommt. Er zeigt sich in einem blasenförmigen Sack, der aus der Maulöffnung hervorquillt.
Innerhalb 48 Stunden kann eine Zurückverlagerung (Reposition) der Backentasche versucht werden, vorher sollte die Schleimhaut mit isotonischer Kochsalzlösung gespült werden. Kommt es zu einem erneuten Vorfall, kann die Backentasche mit Hautheften aus resorbierbarem Nahtmaterial im seitlichen Halsbereich fixiert werden. Ist der Vorfall älter oder die Schleimhaut nekrotisch, ist eine Entfernung (Resektion) der Backentasche angezeigt.